# Illilten
Illilten (en kabyle At Yeliten, en tifinagh ⴰⵜ ⵢⵉⵍⵉⵍⵜⴻⵏ) est une commune de la wilaya de Tizi Ouzou, en Grande Kabylie, en Algérie. La commune d'Illilten se trouve dans les profondeurs du Djurdjura, localisée dans la région d'Aïn El hammam (anciennement appelée Michelet ou "Michli") à proximité immédiate de la commune d'Iferhounène.
Le nom de la commune Ililten est en référence à la tribu qui compose l'ensemble de la commune, les "Ath Illilten" ou "At Yelilten" qui signifient littéralement les "Libres". D'ailleurs, d'un point de vue historique, c'est une commune qui est réputée pour avoir abrité de nombreux résistants à la colonisation et avoir ainsi donné beaucoup de martyrs pendant la guerre d'indépendance sans doute à cause du climat fortement montagnard qui y prédomine. Dans la quasi-totalité des villages de la commune, des monuments ou stèles sont érigés en hommage aux martyrs sacrifiés pendant la guerre de libération (1954-1962), à l'instar des villages de Ait Aissa Ouyahia, iguefilene, Tizit, Tifilkout, At Adellah, Zoubga, At Sider et d'autres.
Par exemple, le village Tizit, à lui seul, enregistre 158 chouhadas.

## Géographie

### Localisation
La commune d'Illilten est située au sud-est de la wilaya de Tizi Ouzou, à la limite des wilayas de Bouira et de Béjaïa.
| Iferhounène | Illoula Oumalou  |                  |
| Iferhounène | Illilten         | Illoula Oumalou  |
|             | Wilaya de Bouira | Wilaya de Béjaïa |

### Villages de la commune
La commune d'Illilten est composée de 11 villages :
- Aït Adella (At Ɛdella).
- Aït Aissa Ou Yahia (At Ɛisa Uyeḥya)
- Aït Sider (At Sider)
- Azrou (Aẓṛu)
- Iguefilen (Igfilen)
- Iheddaden (Tawrirt n wedles)
- Taghzout (Taɣzut)
- Tifilkoult (Tifilkut)
- Taourirt Amrous (Tawrirt Ɛemrus)
- Tizit (Thiziṭ).
- Zoubga (Zzubga)

### Relief, hydrographie et climat
La commune se trouve sur le versant nord du Djurdjura et inclut notamment le mont Azrou n Thour, qui s'élève à 1 880 mètres d'altitude. Dans l'ensemble, l'altitude de la commune est élevée[évasif] et le climat est de type montagnard (neige d'hiver).

## Histoire
Les maires et leurs mandats dans l'Assemblée populaire communale (APC) :
- 1985-1990 : Abaouz Ouamata FLN.
- 1990-1992 : Mohand Ameziane Boukaouma du RCD Rassemblement pour la Culture et la Démocratie).
- 1997-2005 : Mohand Ouamer Bibi du FFS Front des Forces Socialistes).
- 2005-2007 : Slimane Taleb du RND (Rassemblement National Démocratique).
- 2007-2017 : Ouramdane Azzoug du RCD.
- 2017-2022 : Latamene SADI Oufella du FFS.
- 2022- : Younes Taleb Independant Thagmays.

## Culture
Le mont Azrou n thour est le lieu traditionnel de trois pèlerinages d'été (trois week-ends d'août) organisés successivement par les villages d'Ait Adella, de Zoubga et d'Ait Atsou. Ces pèlerinages, appelés Asensi, sont devenus un point d'intérêt touristique attirant chaque année des milliers de personnes.
Chaque village organise annuellement son propre « Assensi » à savoir ;
- Aït Adella (At Ɛdella): Sidi L Vachir, Azrou N T'hor
- Aït Aissa Ou Yahia (At Ɛisa Uyeḥya) : Vuchiker , Anar Thavekhtit
- Aït Sider (At Sider) :sidi bourodha
- Azrou (Aẓṛu) : Barj Khelouf et EL Djamàa Emezzouaghe.
- Iguefilen (Igfilen) :sidi hend oulkadi , vo

uthaqa
- Iheddaden (Tawrirt n wedles) :
- Taghzout (Taɣzut) :
- Tifilkoult (Tifilkut) : Oulkadi, Sidi Ali
- Taourirt Amrous (Tawrirt Ɛemrus) : Tizinkucht et Jedi Yucef
- Tizit (Thiziṭ) : Tagurt T ezgui et Jedi Mussa
- Zoubga (Zzubga) : Azrou N T'hor et

## Personnalités liées à la commune
- Rabah Taleb (1930-2015), chanteur, est natif du village de Tizit. Il y est aussi enterré.
- Daniel Prévost (1939-), comédien, humoriste français, dont le père est originaire du village taghzout.
- Boubekeur Makhoukh (1954-1998), dramaturge algérien, auteur de la célèbre pièce théâtrale Hafila Tassir, est originaire du village de Tifilkout.
- Massa Bouchafa (1964-), chanteuse, est originaire du village d'Azru.